# 臺中捷運綠線

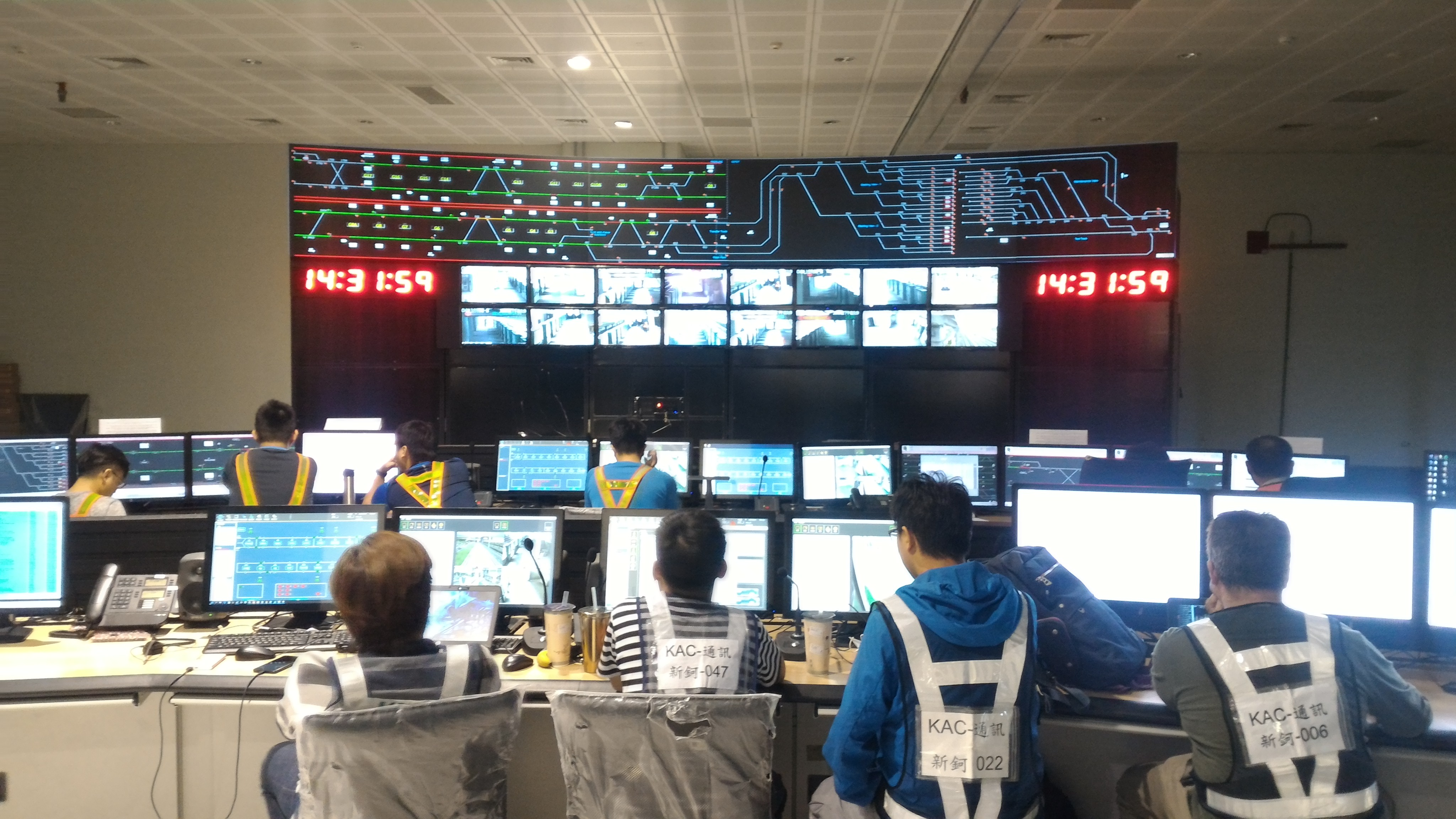
行控中心

臺中捷運綠線，路線代號為1，是臺中捷運營運中的一條中運量路線，為臺中捷運首條開始營運的路線，也是中臺灣的首條捷運路線，於2021年4月25日通車。

## 簡介
綠線是臺中捷運首條開始興建及營運的路線，也是臺中捷運的三條核心路線之一。路線行經臺中市北屯區、北區、西屯區、南屯區、南區、烏日區（延伸線還包含彰化縣彰化市），在松竹站和大慶站之間與臺灣鐵路臺中線構成環狀路網。
綠線採用鋼輪中運量運輸系統，全線除北屯總站、高鐵台中站位於地面，其餘所有車站及路段皆高架化。使用車輛由川崎重工及台灣車輛共同承造，2輛車為1列，目前共有18列投入使用，車輛基地為北屯機廠。
烏日文心北屯線（北屯總站至高鐵台中站）為綠線最早通車的區間，於2020年11月16日首度試營運，然而數日後的11月21日發生列車重大故障，於是自11月22日起暫停試營運；後於2021年3月25日再度開始試營運，並於4月25日中午12時正式通車。
除了已通車的烏日文心北屯線，綠線還有規劃中的彰化延伸線和大坑延伸線，其中的彰化延伸線於2017年3月23日納入前瞻基礎建設計畫之中，修正後於2023年2月再次提報中央政府審查。
綠線幾乎全線安裝隔音屏，幾乎無法在車內看到車外景色。

## 歷史及重大事件

### 主線
- 1990年，省住都處辦理「臺中都會區大眾捷運系統規劃」。
- 1998年，省住都處完成「臺中都會區捷運路網細部規劃」及「民間投資省轄捷運系統之作業規範及案例分析」，路線分為紅、綠、藍三線；綠線規劃為大坑至烏日，全線設十七座車站，採用地下化中運量捷運系統。[8]
- 1999年7月，臺灣省政府進行精省，後續規劃轉由高鐵局接手辦理。
- 2001年，高鐵局完成「民間參與台中都會區大眾捷運系統建設之可行性研究及先期規劃」及「高鐵台中站聯外大眾運輸系統檢討捷運綠線檢討規劃」。[8]
- 2004年
  - 1月，高鐵局完成「臺中都會區大眾捷運系統優先路線規劃」，推翻先前省住都處規劃，改採高架化輕軌系統。[9]
  - 3月22日，高鐵局將優先路線規劃陳報交通部審查，並於7月15日報請行政院核定[10][11]。
  - 11月23日，行政院核定優先路線規劃，並將計畫名稱修改為「臺中都會區大眾捷運系統烏日文心北屯線建設計畫」，全線設十五座車站與一座機廠；建設經費為新臺幣287.35億元，計畫期程為2011年12月[11][12]。
- 2005年11月21日，高鐵臺中站至北屯大坑地區之85路公車路線開通，由統聯客運營運[e]。
- 2006年3月19日，於臺中捷運建設協調會中初步確認車站位置，並計畫增設兩座車站（109、112站）。
- 2007年
  - 3月23日，高鐵局長龐家驊表示，配合臺中市政府推動水湳經貿園區，增設三座車站（103a、109、112站）[13]。
  - 9月21日，因原物料上漲及未完成新設場站規畫，高鐵局表示延後動工，完工時間亦仍不確定[14]。
  - 11月9日，臺中市政府通過編列相關預算共新臺幣14億元。
- 2008年11月15日，交通部、臺中市政府、臺北市政府簽訂烏日文心北屯線建設與營運三方協議書，後續施工由高鐵局移交至臺北市捷運局辦理，接辦細部設計及發包施工監造等工作；臺中捷運後續路網規劃工作由臺中市政府承辦。[15]
- 2009年
  - 5月13日，行政院核定第一次修正計畫，調整建設經費為新臺幣513.9億元，調整計畫期程為2016年10月[11][16]。
  - 10月5日，展開先期工程，植栽移植工程動工[17]，委由臺北市捷運局中區工程處負責執行。
  - 10月27日，臺北市捷運局完成「臺中都會區大眾捷運系統路網檢討規劃報告書」，重新檢討1998年之路網規劃，路線修改為核心路網紅、綠[f]、藍、橘四線，以及後續路網紫線、核心路網之延伸線[g]五線；綠線核心路網為北屯機廠至彰化市，全線設二十一座車站[h]。
- 2010年11月6日，管線遷移工程動工[17]。
- 2011年
  - 3月9日，機電系統工程決標[18]；因招標延宕23個月，造成細部設計進度停滯[19][20]。
  - 6月，管線遷移工程承包商因週轉不靈發生財務危機而造成停工[21]；8月19日，管線遷移工程復工。
- 2012年
  - 10月，土地徵收被中華民國內政部宣告徵收無效，臺中市交通局提出申復，但內政部指示仍維持原裁定，部分土地徵收作業將一切重來[22]。
  - 12月，臺中市交通局長林良泰表示，未涉及聯合開發的部份辦理土地徵收，相關土建工程也陸續招標完成，並於隔年動工；聯合開發的部分爭取地主百分百的參與開發，以降低徵收成本[23]。
- 2013年5月，進入實體工程階段，配合主體軌道工程施工[24][25]；2015年4月11日，因故全線停工[26]。
- 2014年
  - 8月19日，文心路四段與山西路二段交叉路口附近的捷運工程發生首次大型工安意外，施工現場的吊車疑似軸心斷裂，導致機械手臂不慎掉落，砸壞工地旁的餐廳招牌及遮雨棚，幸無人傷亡[27][28]。
  - 11月1日，臺中市政府與G5、G6、G8、G8a、G9站（G9-1、G9-2）捷運共構大樓（土地開發場站）的地主簽訂協議價購契約，僅餘113場站的兩位地主未達成協議，市政府已依法報請徵收[29]。
  - 11月9日，綠線電聯車模型車廂守首次在臺中市政府大樓惠中樓旁開放參觀。展出的模型車廂為1:1實體比例，一節車廂造價約為新臺幣2000萬元；日本川崎重工打造的綠線電聯車由兩節車廂組成，造價約為新臺幣1.9億元。一節車廂長約22.17公尺、寬約2.98公尺、高約3.78公尺，載客量達268人，一般座位為青綠色，博愛座則為粉紅色，未來將依據民眾使用心得再進行設計修正[30]。
  - 11月30日，六站七處土地開發場站已百分百取得用地，G8站率先完成土地開發投資案簽約[31]。
- 2015年
  - 1月12日，時任臺中市市長林佳龍要求捷運工程運用夜間施工及跨單位同步平行作業等方式，藉此提早兩年（2018年）完工，且全線試營運（但後改成試運轉；試營運可供民眾隨時搭乘，而試運轉則否），同時要求一個月內內縮或拆除文心路的施工圍籬，以解決造成的交通阻塞[32][33][34]。
  - 4月10日，北屯路與文心路四段交叉路口附近的捷運工程發生施工鋼梁掉落意外，造成七位施工人員與一位路過駕駛一共四死四傷[35][36]；隔日，臺北市副市長林欽榮宣佈全線停工[26][37]。
  - 5月26日，行政院核定第二次修正計畫，調整建設經費為新臺幣593.37億元，調整計畫期程為2022年12月[11][38]。
  - 7月3日，臺北市政府通知大陸工程負責興建的CJ910標、CJ930標可復工[39]；7月6日，大陸工程承包路段正式復工[40]。
  - 8月11日，臺中市道安會報通過臺北市捷運局修正重提之交通維持計畫，其復工改善計畫也符合勞安法規之要求[41][42]；遠揚營造負責興建的CJ920標達復工標準，經臺中市議會審查通過後，目前已復工。
- 2016年
  - 3月14日，CJ900標機電系統工程，完成電力設備「161 KV氣體絕緣開關設備」(GIS)之安裝[43]。
  - 6月30日，於文心路一段與公益路二段交叉路口附近，完成最後一支U型梁之吊裝作業[44][45]。

- 2017年

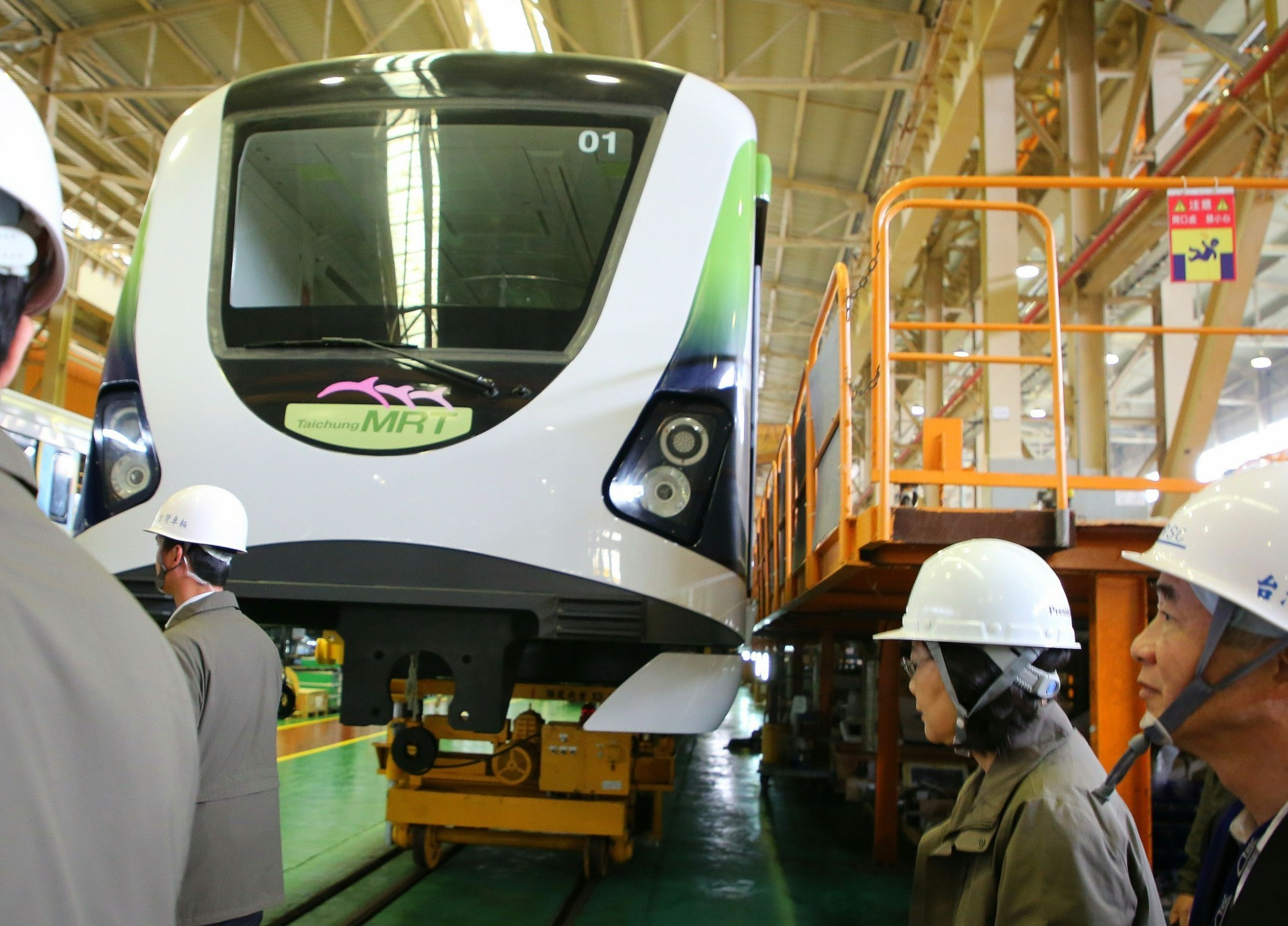
中華民國總統蔡英文視察存放於台灣車輛的綠線電聯車。

  - 1月10日，於日本川崎重工之兵庫工廠舉行綠線電聯車出廠典禮[46][47]。
  - 2月5日，兩列綠線電聯車及八座轉向架等附屬設備運抵臺中港，後於2月12日運抵北屯機廠[48][49][50]。
  - 8月12日，綠線電聯車開始於高架軌道上進行實車介面測試[51][52][53]。
  - 11月30日，十八列綠線電聯車全數運抵北屯機廠[54][55]。
- 2018年
  - 6月30日，臺中市交通局公布各站正式名稱[56][57]。
  - 8月29日，800路文心捷運快線公車開通，由中鹿客運營運[58][59][60]。
  - 10月31日，開始試運轉[61][62]，交由捷運公司進行機電系統功能驗證，無法提供一般民眾隨時自由搭乘[63]。
- 2019年
  - 12月16日，捷運公司接管機廠與18輛列車。[64]
- 2020年
  - 2月3日，捷運公司接管所有車站與全線路軌，並開始進行訓練測試。[65]
  - 4月7日，車站編號由原本「G」開頭，改為「1」開頭。[66]
  - 5月7日，交通局更改其中七站有爭議的站名[67]。
  - 6月11日，連續7天系統穩定性測試99%達標[68]。
  - 8月7日：臺中市政府辦理捷運綠線初勘作業。[69]
  - 8月24日：臺中市政府向交通部申請履勘[70]，並通過18站名初審。[71]。
  - 9月10日：交通部鐵道局辦理形式審查[72]
  - 9月14日：召開第一次履勘前置會議[72]
  - 9月19日：營運組履勘委員現勘[72]
  - 9月20日：機電組履勘委員現勘[72]
  - 9月23日：土建組履勘委員現勘[72]
  - 10月14日：召開第二次履勘前置會議[72]
  - 10月25日：辦理履勘[72]
  - 11月6日：取得營運許可。[73]
  - 11月16日至12月15日：為期一個月試營運持悠遊卡、一卡通、icash2.0可免費搭乘；營運時間為每日07時至20時，12月7日至15日營運時間為每日6時至24時。[74]
  - 11月21日：當日上午因列車故障導致大慶-高鐵台中站間停駛，後查明為發生「車廂間半永久連接器牽引裝置軸心」斷裂，屬於重大故障，須檢測所有列車，自11月22日起暫停試營運。[5]
  - 12月14日：由於列車連結器軸心斷裂原因尚未釐清，北捷局及川崎重工提出之解決改善方案未獲中市府滿意。因此宣布，原定12月19日通車將延後，營運時程未定。
- 2021年
  - 3月10日：經停駛109日，擴大檢修發現「牽引裝置軸心的垂直、水平面都要有伸縮空間，有8輛列車的垂直±6度軸心被卡死」是斷裂關鍵，中捷公司要求北捷局、川崎重工要重新設計，經捷運故障審查委員會，學者專家6次會議確認安全後，捷運綠線將再度試營運。[6]
  - 3月25日：再度開始試營運，為期30天。[6]
  - 4月23日：試營運結束，30天累計運量超過200萬人次。
  - 4月25日：正式通車。

- 2023年

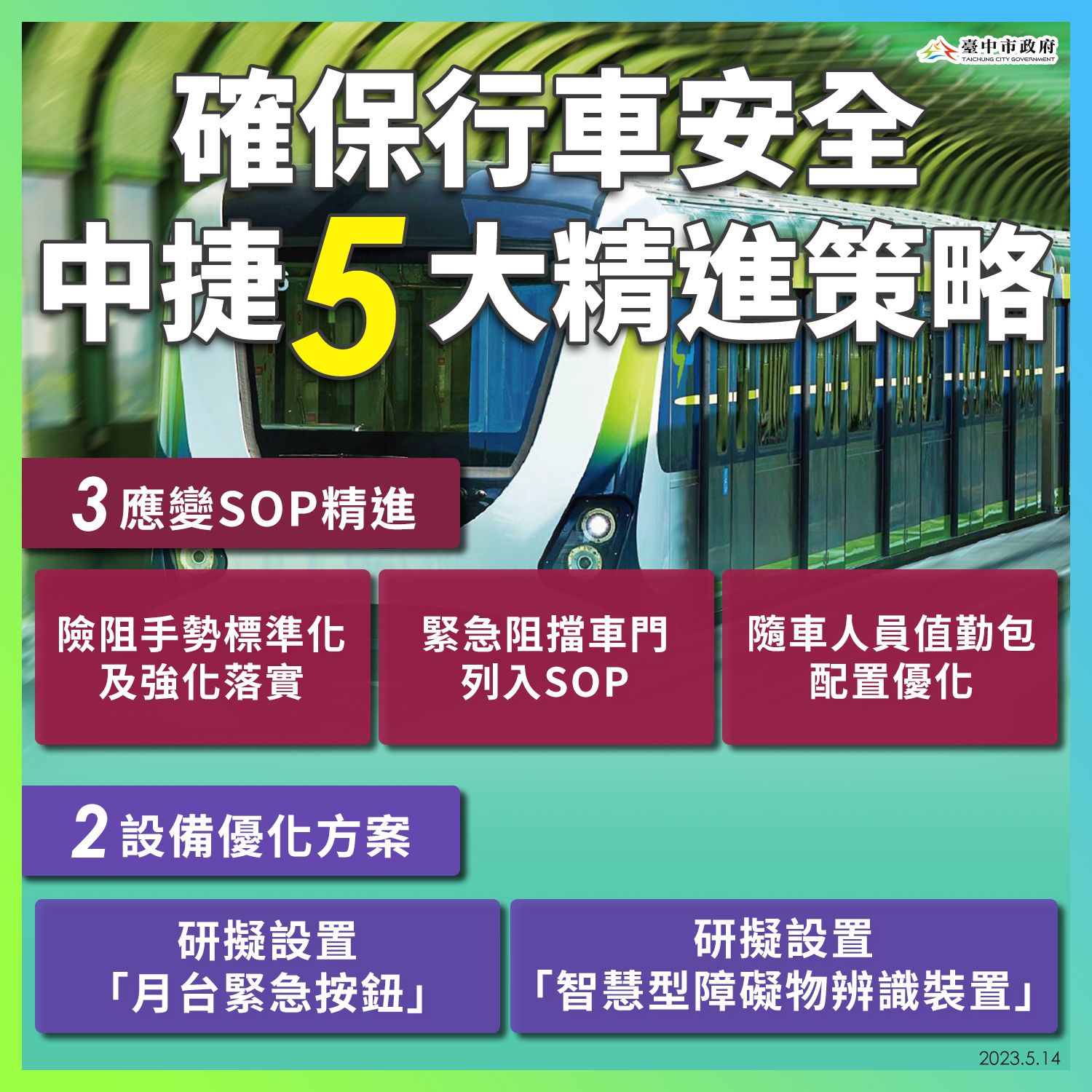
事故後安全改善措施資訊圖

  - 5月10日：豐樂公園站附近興富發集團建案「文心愛悅」[75]的塔式起重機吊臂發生不明原因從高空墜落事故，[76]進而砸破捷運軌道隔音牆，無人駕駛捷運列車正好從豐樂公園站發車離站，在捷運公司隨車人員無法控制列車的情況下撞上吊臂[77]而造成捷運車輛損毀、車廂中乘客共1人死亡15人輕重傷與捷運局部停駛，[78][79]臺中市政府經濟發展局旋即勒令業者停工和勞動部職安署合計開罰新台幣57萬元，[80][81]運安會亦展開調查。
  - 5月14日：中捷公司針對5月10日的塔吊臂掉落侵入軌道傷亡事故，將增加發生緊急事件時強化險阻手勢、以阻礙車門關閉方式防止列車離站、縮減手動緊急停車作業時間、導入軌道運輸指差確認，確認列車無異狀才離站，並將與系統商討論2項設備優化方案[82]。
- 2024年
  - 1月16日，中華民國仲裁協會仲裁判定臺中捷運塔吊撞擊事故案發主因的興富發建設與子公司需連帶給付台中市政府約新台幣2.1億元、連帶給付中捷公司1264萬多元，建商表示尊重仲裁結果。[83]
  - 6月20日，國家運輸安全調查委員會公佈臺中捷運塔吊撞擊事故調查報告對台中市政府與中捷公司提出五項改善建議[84]；同年8月台中地檢署對此事故偵結，起訴兩名塔吊拆除作業工人、建商與營造商均不起訴。[85]

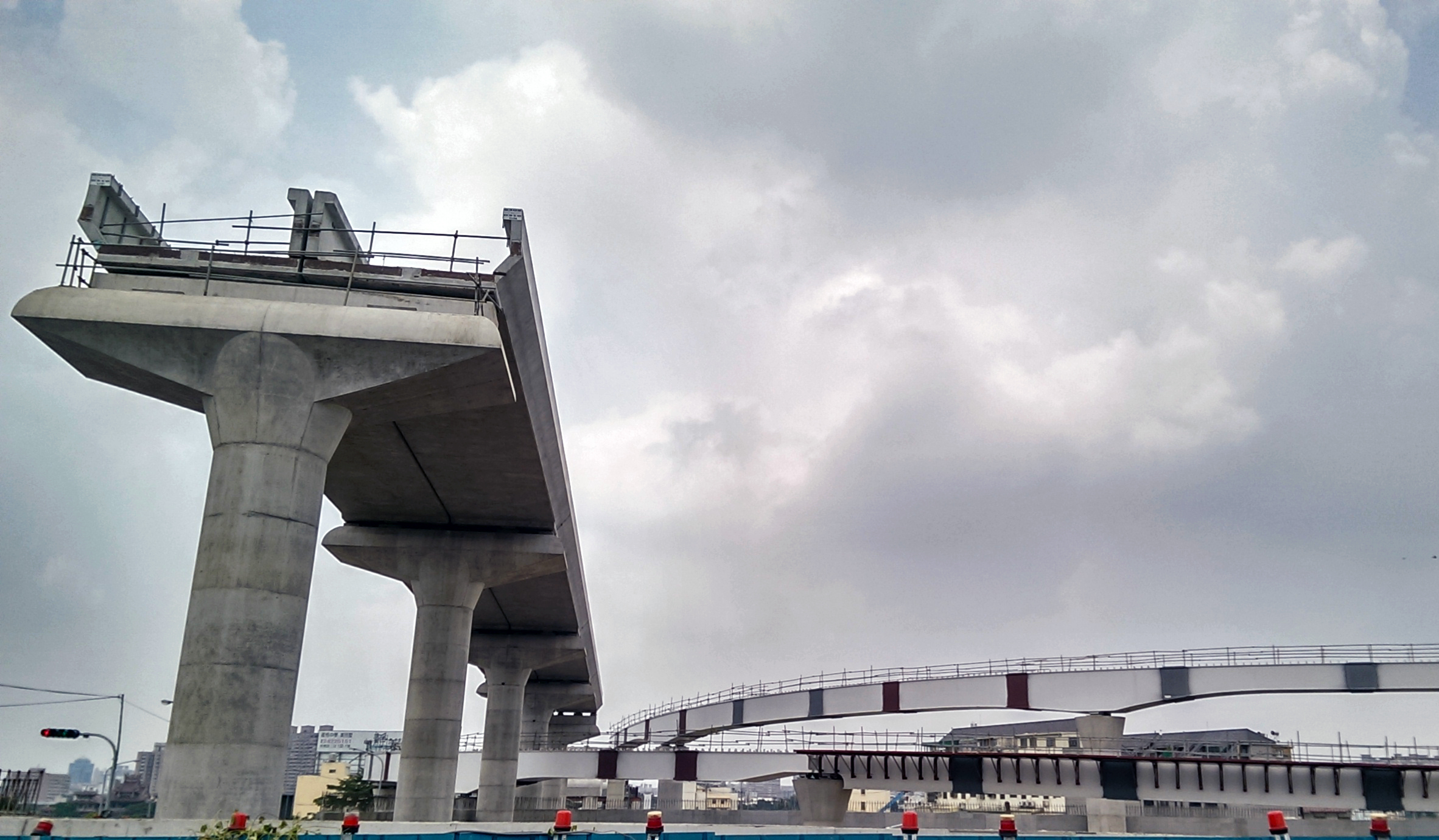
松竹路與旱溪西路口附近高架橋景觀 （左側斷橋為大坑延伸線的預留軌道）
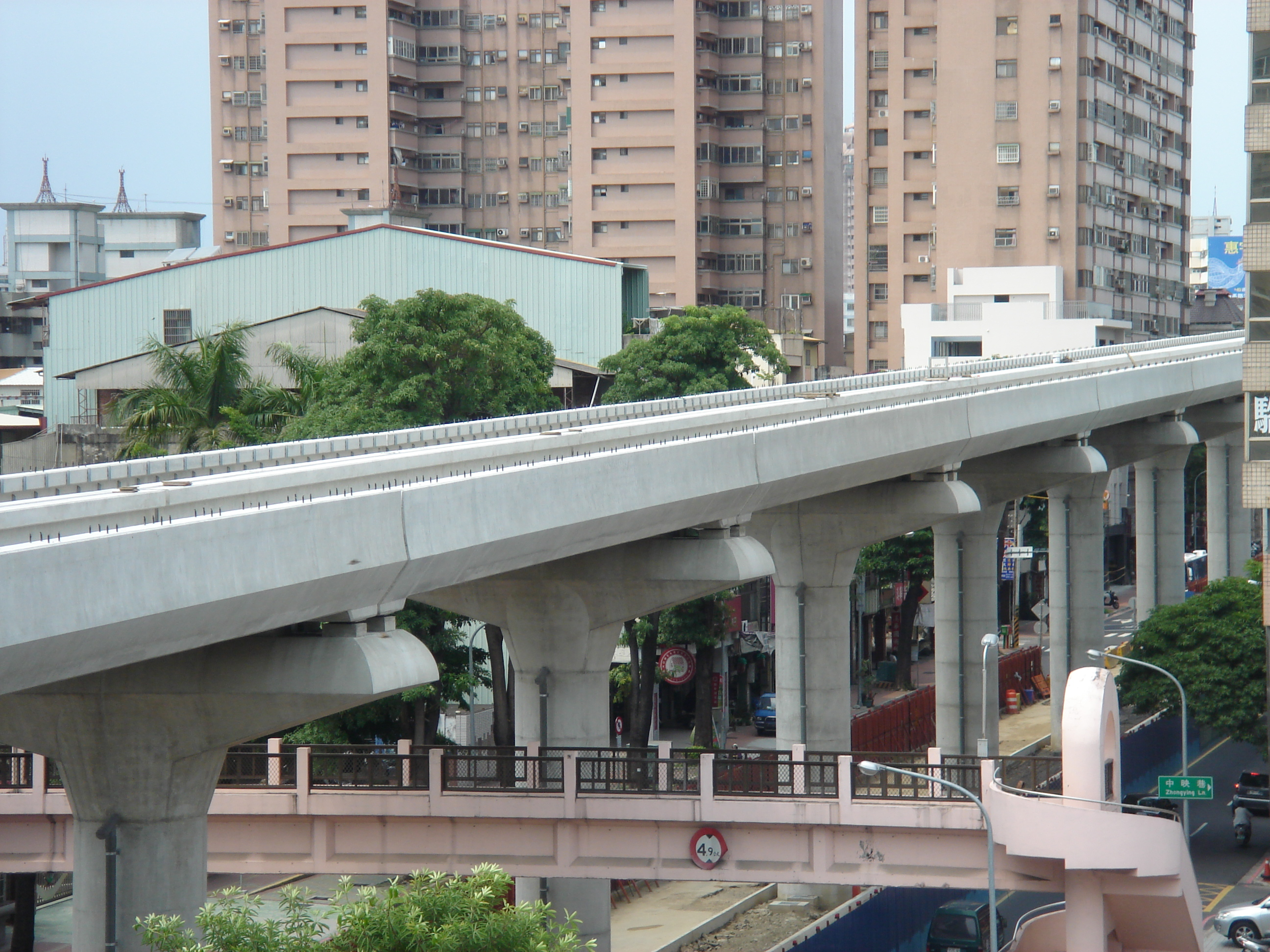
北屯路段高架橋景觀
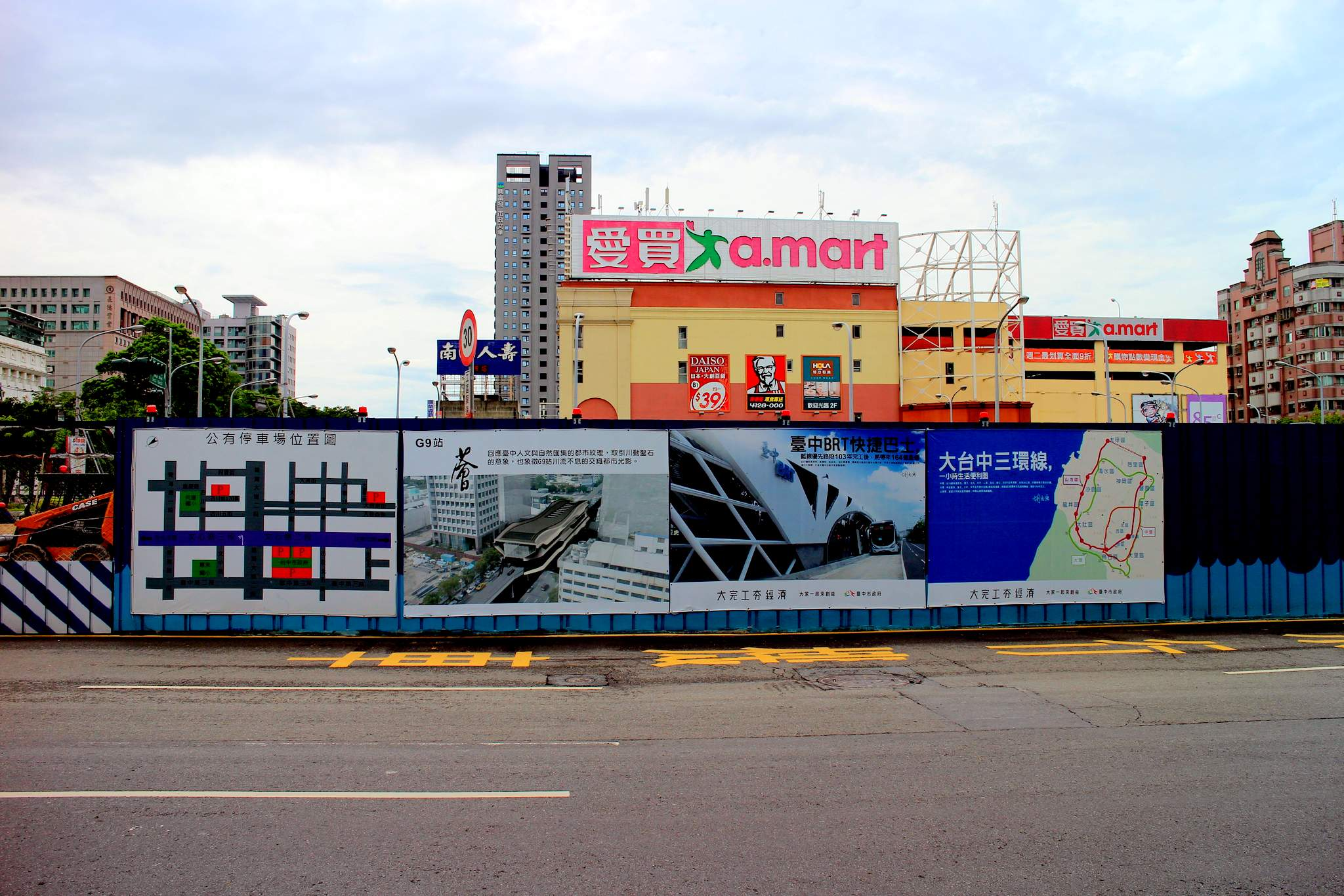
110台中市政府站的土地開發場站G9-2
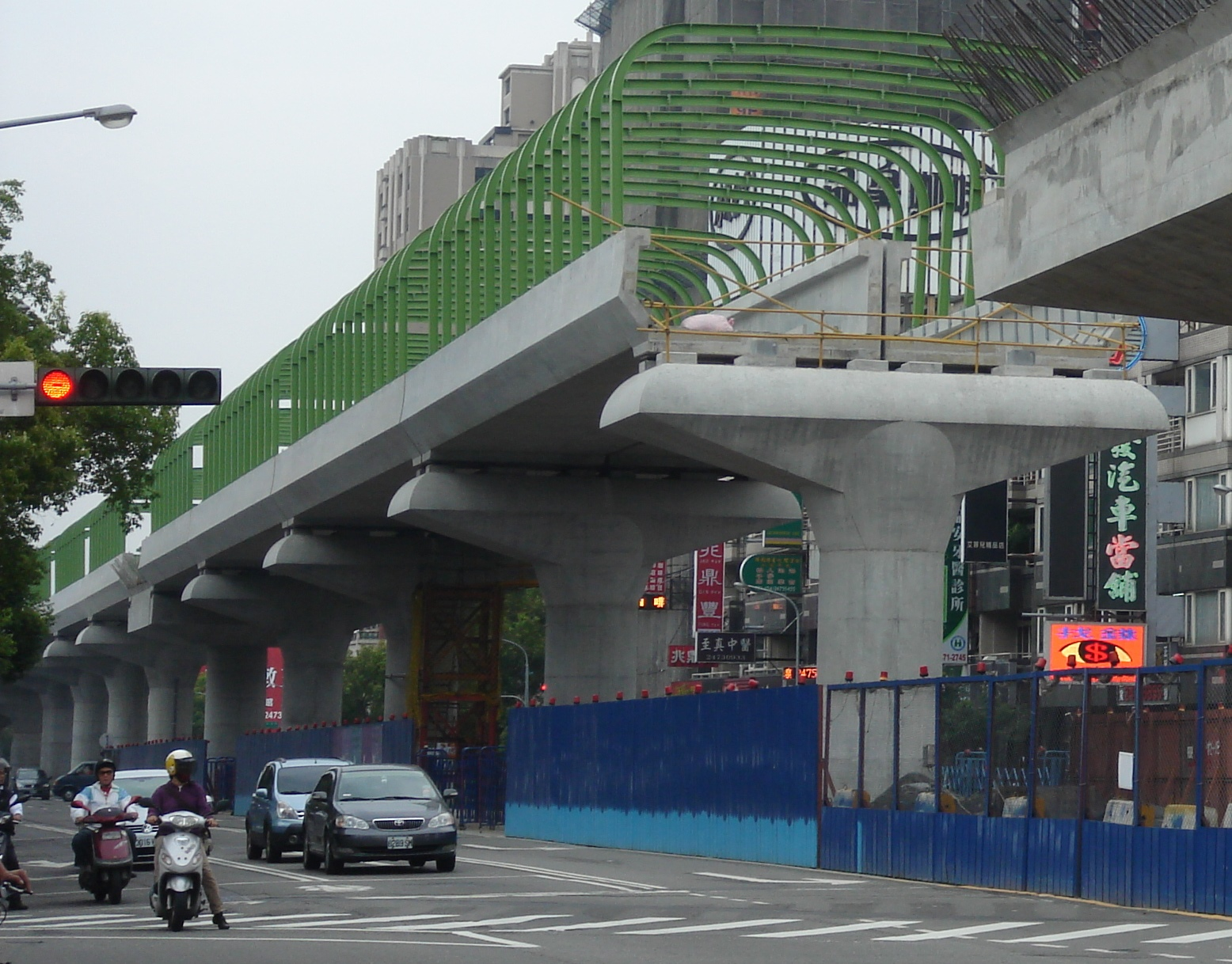
文心路與五權西路口附近隔音牆安裝工程

### 延伸線
- 2012年10月29日，臺中市交通局委託鼎漢國際工程顧問有限公司辦理「臺中都會區大眾捷運系統烏日文心北屯延伸線可行性研究」，並於2014年4月18日完成。
- 2013年11、12月，臺中市交通局辦理可行性研究說明會及公聽會，增設一座車站（G19a站），全線設六座車站。
- 2014年9月30日，臺中市交通局將可行性研究報告陳報交通部審查；交通部於12月3日回覆審查意見[86][87]。
- 2016年：
  - 2月2日，經依審查意見完成修正，臺中市交通局第二次將可行性研究報告陳報交通部審查[88]；交通部於3月28日辦理綠線延伸線現場會勘，以及於3月31日召開初審會議[88]。
  - 11月14日，經依審查意見完成修正，臺中市交通局第三次將可行性研究報告陳報交通部審查[89]。
- 2017年：
  - 3月23日，行政院宣布彰化延伸線納入前瞻基礎建設計畫之中[90]。
  - 4月5日，行政院院臺經字第1060009184號函核定前瞻基礎建設軌道建設納入「臺中捷運綠線延伸彰化計畫」[91]。
  - 6月7日，經依審查意見完成修正，臺中市交通局第四次將可行性研究報告陳報交通部審查；交通部於10月31日回覆審查意見[92]。
  - 12月6日，經依審查意見完成修正，臺中市交通局第五次將可行性研究報告陳報交通部審查；交通部於隔年3月12日回覆審查意見，請臺中市政府與彰化縣政府協調確認部分議題，並更新審查要點檢核表[92]。
- 2018年：
  - 4月2日，臺中市交通局召開協調會議，並達成共識[92]。
  - 5月18日，經依審查意見完成修正，臺中市交通局第六次將可行性研究報告陳報交通部審查[93]。
- 2019年：
  - 3月5日，臺中市交通局召開協調會議，並達成共識。
  - 3月21日，臺中市交通局第七次將可行性研究報告陳報交通部審查。
  - 5月10日，交通部將辦理召開可行性研究審查，會後決議請市府依據與會委員意見修正後再送交通部審查[94]。
  - 5月16日，召開工作會議討論後續報告修正方案。
  - 6月12日，請北捷局研商延伸線機電整合議題。
  - 6月17日，召開工作會議討論後續報告修正方案。
  - 7月12日和8月13日，召開工作會議討論後續報告修正方案 [95]。
  - 9月30日，預定可行性研究報告修正後再次送至交通部審查[96]。
  - 11月7日，預定可行性研究報告修正後交通部預計1個月內審議[97]。
  - 12月13日，交通部召開可行性研究複審會議，審查後決議彰化段退請地方政府研議協調並整合意見再送審，另大坑段審查後須進行檢討修正，並與彰縣府與彰化市公所取得共識後，將大坑段與彰化段分開提送已加速後續審議流程[98]。
- 2020年：
  - 5月21日，完成可行性研究修正版並提交交通部審查，其中內容變更為終點站延伸至金馬站（與台鐵彰化市鐵路高架化計畫中的金馬車站共站）[99]。
  - 7月1日，交通部核定可行性研究報告[100]。
  - 10月23日，交通部提報行政院[101]。
- 2021年：
  - 4月6日，交通部檢送行政院審查意見[101]。
  - 5月17日，完成可行性研究修正，提報交通部續審[101]。
  - 12月30日，交通部回覆書面意見[102]。
- 2022年：
  - 3月31日，完成可行性研究修正，提報交通部續審[102]。
  - 6月22日，交通部轉呈行政院審查[103]。
  - 9月2日，交通部檢送行政院審查意見[102]。
- 2023年：
  - 2月24日，完成可行性研究修正，提報交通部續審[104]。
  - 5月4日，交通部鐵道局函復延伸彰化段相關意見。
  - 6月15日，完成意見回覆，提報交通部審議。
  - 7月25日，交通部核轉行政院審議。
- 2024年：
  - 1月31日，行政院可行性規劃審核通過[105]。

## 車站與路線
| 路線           | 路線 | 路線 | 路線                  | 編號                                         | 名稱     | 名稱                 | 站距 （公里）                   | 站體型式                                               | 所在地 | 所在地 | 交會路線 |
| 路線           | 路線 | 路線 | 路線                  | 編號                                         | 中文     | 英文                 | 站距 （公里）                   | 站體型式                                               | 所在地 | 所在地 | 交會路線 |
| -------------- | ---- | ---- | --------------------- | -------------------------------------------- | -------- | -------------------- | ------------------------------- | ------------------------------------------------------ | ------ | ------ | -------- |
| 1 綠線         |      |      |                       |                                              |          |                      |                                 |                                                        |        |        |          |
| 大坑延伸線     |      |      |                       | 101                                          | 圓山新村 | Yuanshan New Town    | 未                              | 高架                                                   | 臺中市 | 北屯區 | 大平霧線 |
| 大坑延伸線     |      | 102  | 軍功寮                | Jungongliao                                  | 不適用   |                      | 未                              | 高架                                                   | 臺中市 | 北屯區 |          |
| 烏日文心北屯線 |      |      |                       | 103a                                         | 不適用   | 北屯總站             | Beitun Main Station             | 0.0                                                    | 臺中市 | 北屯區 | 地面     |
| 烏日文心北屯線 |      |      |                       | 103                                          | 不適用   | 舊社                 | Jiushe                          | 1.01                                                   | 臺中市 | 北屯區 | 高架     |
| 烏日文心北屯線 |      |      |                       | 103                                          | 不適用   | 舊社                 | Jiushe                          | 1.01                                                   | 臺中市 | 北屯區 | 高架     |
| 烏日文心北屯線 |      | 104  | 松竹                  | Songzhu                                      | 0.68     | 臺灣鐵路臺中線：松竹 |                                 |                                                        | 臺中市 | 北屯區 | 高架     |
| 烏日文心北屯線 |      | 105  | 四維國小 （二分埔）   | Sihwei Elementary School (Erfenpu)           | 1.65     | 不適用               |                                 |                                                        | 臺中市 | 北屯區 | 高架     |
| 烏日文心北屯線 |      | 106  | 文心崇德              | Wenxin Chongde                               | 0.86     | 崇德豐原線           |                                 |                                                        | 臺中市 | 北屯區 | 高架     |
| 烏日文心北屯線 |      | 107  | 文心中清 （天津商圈） | Wenxin Zhongqing (Tianjin Shopping District) | 1.47     | 北區                 | 機場線                          |                                                        | 臺中市 |        | 高架     |
| 烏日文心北屯線 |      | 108  | 文華高中              | Wenhua Senior High School                    | 1.06     | 西屯區               | 不適用                          |                                                        | 臺中市 |        | 高架     |
| 烏日文心北屯線 |      | 109  | 文心櫻花              | Wenxin Yinghua                               | 0.82     | 西屯區               | 不適用                          |                                                        | 臺中市 |        | 高架     |
| 烏日文心北屯線 |      | 110  | 市政府                | Taichung City Hall                           | 0.80     | 西屯區               | 藍線                            |                                                        | 臺中市 |        | 高架     |
| 烏日文心北屯線 |      | 111  | 水安宮                | Shui-an Temple                               | 1.02     | 南屯區               | 不適用                          |                                                        | 臺中市 |        | 高架     |
| 烏日文心北屯線 |      | 112  | 文心森林公園          | Wenxin Forest Park                           | 0.86     | 南屯區               | 不適用                          |                                                        | 臺中市 |        | 高架     |
| 烏日文心北屯線 |      | 113  | 南屯 （文心五權西）   | Nantun (Wenxin Wuquan W.)                    | 0.54     | 南屯區               | 不適用                          |                                                        | 臺中市 |        | 高架     |
| 烏日文心北屯線 |      | 114  | 豐樂公園              | Feng-le Park                                 | 0.88     | 南屯區               | 不適用                          |                                                        | 臺中市 |        | 高架     |
| 烏日文心北屯線 |      | 115  | 大慶 （中山醫大）     | Daqing (Chungshan Medical University)        | 1.60     | 南區                 | 臺灣鐵路臺中線：大慶 · 大平霧線 |                                                        | 臺中市 |        | 高架     |
| 烏日文心北屯線 |      | 116  | 九張犁                | Jiuzhangli                                   | 0.92     | 烏日區               | 不適用                          |                                                        | 臺中市 |        | 高架     |
| 烏日文心北屯線 |      | 117  | 九德                  | Jiude                                        | 0.69     | 烏日區               | 不適用                          |                                                        | 臺中市 |        | 高架     |
| 烏日文心北屯線 |      | 118  | 烏日                  | Wuri                                         | 1.03     | 烏日區               | 不適用                          |                                                        | 臺中市 |        | 高架     |
| 烏日文心北屯線 |      | 119  | 高鐵台中站            | HSR Taichung Station                         | 1.07     | 烏日區               | 地面                            | 臺灣高速鐵路：台中 · 臺灣鐵路臺中線：新烏日 · 科工軸線 | 臺中市 |        |          |
| 彰化延伸線     |      | 120  | 成功嶺                | Chenggongling                                | 未       | 烏日區               | 高架                            | 不適用                                                 | 臺中市 |        |          |
| 彰化延伸線     |      | 121  | 榮泉                  | Rongquan                                     | 未       | 烏日區               | 高架                            | 不適用                                                 | 臺中市 |        |          |
| 彰化延伸線     |      | 122  | 渡船頭                | Duchuantou                                   | 未       | 彰化縣               | 高架                            | 不適用                                                 | 彰化市 |        |          |
| 彰化延伸線     |      | 123  | 苦苓腳                | Kulingjiao                                   | 未       | 彰化縣               | 高架                            | 不適用                                                 | 彰化市 |        |          |
| 彰化延伸線     |      | 124  | 中庄仔                  | Zhongzhuangzi                                | 未       | 彰化縣               | 高架                            | 不適用                                                 | 彰化市 |        |          |
| 彰化延伸線     |      | 125  | 金馬                  | Jinma                                        | 未       | 彰化縣               | 高架                            | 臺灣鐵路臺中線：金馬 · 彰化捷運大竹鹿港線              | 彰化市 |        |          |

### 烏日文心北屯線
起自北屯機廠，以高架型式沿松竹路至北屯路口前跨越臺鐵臺中線，續沿北屯路、文心路、文心南路前進，在轉入建國北路後軌道大致與臺鐵臺中線平行，並沿建國北路、建國路直至高鐵臺中站專用區設置終點站。
路線全長16.71公里（高架段15.94公里、地面段0.77公里），全線設高架車站十六座（舊社站至烏日站）、地面車站兩座（北屯總站、高鐵台中站），共十八座車站，並於松竹路一段北側、旱溪西路三段西側設置一座具五級維修功能之北屯機廠。建設經費共為新臺幣593.37億元，其中工程費用為485.93億元，土地徵收費為107.44億元（由地方政府負擔）；工程費用中央政府補助328.34億元，地方政府自籌265.03億元（包含地方政府負擔157.59億元及自償性經費107.44億元），整體自償率為12.06%。

### 彰化延伸線
彰化延伸線全長6.59公里。路線起自高鐵臺中站，以高架型式與臺鐵臺中線平行至成功西路及高鐵路間跨越臺鐵臺中線，續沿中山路至榮泉路口轉行榮泉路，跨越烏溪至金馬東路，終點站設於金馬站，將與台鐵彰化市區鐵路高架化建設計畫中的金馬車站共站。全線共設高架車站五座（120至124站）。計畫經費199.79億元。

### 大坑延伸線
大坑延伸線全長2.49公里。路線起自舊社站，全線以高架型式沿松竹路前進，終於經補庫附近。全線設置高架車站兩座（101、102站）。計畫經費77.69億元。

## 營運資訊

### 營運時間
| 發車端點       | 首班車 | 末班車     | 末班車       |
| -------------- | ------ | ---------- | ------------ |
| ▼              | ▼      | 往北屯總站 | 往高鐵台中站 |
| 103a 北屯總站  | 06:00  |            | 00:00        |
| 105 四維國小   | 06:00  | 00:36      | 00:06        |
| 110 市政府     | 06:00  | 00:31      | 00:15        |
| 115 大慶       | 06:00  | 00:21      | 00:25        |
| 119 高鐵台中站 | 06:00  | 00:15      |              |

### 平均班距
| 時段        | 平日                           | 例假日及國定假日               |
| ----------- | ------------------------------ | ------------------------------ |
| 06:00~07:00 | 約9分鐘                        | 約10分鐘                       |
| 07:00~09:00 | 約6分鐘                        | 約10分鐘                       |
| 09:00~11:00 | 約9分鐘                        | 約10分鐘                       |
| 11:00~17:00 | 約9分鐘                        | 約8分鐘                        |
| 17:00~19:00 | 約6分鐘                        | 約8分鐘                        |
| 19:00~23:00 | 約9分鐘                        | 約10分鐘                       |
| 23:00~24:00 | 約20分鐘（各站另有固定時刻表） | 約20分鐘（各站另有固定時刻表） |

註：12月31日延長營業至1月1日02:00

## 外部連結
- 臺中市公共運輸及捷運工程處 （页面存档备份，存于）
- 臺中捷運出口查詢|捷近 （页面存档备份，存于） 離目的地最近的捷運站出口查詢
- 臺中市政府捷運工程處 >公佈欄 >工程督導視察情形 （页面存档备份，存于）
- 臺北市政府捷運工程局 >捷運興建中路網 >臺中捷運烏日文心北屯線 >路線說明 （页面存档备份，存于）
- 臺北市政府捷運工程局 >捷運興建中路網 >臺中捷運烏日文心北屯線 >施工現況 （页面存档备份，存于）
- 臺北市政府捷運工程局 >捷運興建中路網 >臺中捷運烏日文心北屯線 >機電現況 （页面存档备份，存于）
- 臺中市政府捷運工程處 >公佈欄 >電子相簿 >CJ910區段標施工情形 （页面存档备份，存于）
- 臺中市政府捷運工程處 >公佈欄 >電子相簿 >CJ920區段標施工情形 （页面存档备份，存于）
- 臺中市政府捷運工程處 >公佈欄 >電子相簿 >CJ930區段標施工情形 （页面存档备份，存于）
- 臺中市政府捷運工程處 >公佈欄 >電子相簿 >臺中都會區大眾捷運系統烏日文心北屯線各場站外觀 （页面存档备份，存于）
- 臺中市政府捷運工程處 >公佈欄 >電子相簿 >臺中MRT電聯車造型亮相 （页面存档备份，存于）